# Coproica insulaepasqualis
Coproica insulaepasqualis är en tvåvingeart som först beskrevs av Günther Enderlein 1938.  Coproica insulaepasqualis ingår i släktet Coproica och familjen hoppflugor. Inga underarter finns listade i Catalogue of Life.